# Exoterism
Exoterismul (exo = „exterior”) este un concept filosofic și mai ales religios prin care oricine/oricare persoană poate dobândi accesul la o anumită informație/cunoaștere. Cel mai des este întâlnit în religie, unde toți credincioșii (creștini, musulmani, evrei etc.) primesc din partea preotului o anumită cantitate de cunoștințe, accesibile tuturor oamenilor.
Exoterismul se află în opoziție cu ezoterismul/ezoterismul, care presupune un ritual de natură inițiatică pentru a putea accesa o informație sau o cantitate de cunoștințe.